# Lamani
Lamani, Lambadi oder Banjari ist eine Sprache aus der Gruppe der indoarischen Sprachen. Es wird vom nomadischen Volk der Banjara in der Dekkan-Region im Süden Indiens gesprochen. Die Banjara sind ursprünglich aus dem nordwestindischen Rajasthan eingewandert. Das Lamani gehört zur Rajasthani-Dialektgruppe, welche wiederum als Varietät des Hindi aufgefasst werden kann.
Die Sprecher des Lamani leben über ein größeres Gebiet verstreut hauptsächlich in den Bundesstaaten Telangana, Maharashtra und Karnataka. Bei der indischen Volkszählung 2011 gaben landwesweit 3,3 Millionen Menschen „Lamani“, „Lambadi“ oder „Labani“ als Muttersprache an und weitere 1,6 Millionen „Banjari“. In den offiziellen Statistiken werden diese Menschen unter der Zahl der Hindi-Sprecher subsumiert. Rund zwei Millionen Lamani/Banjari-Sprecher leben in Telangana, anderthalb Millionen in Maharashtra, und eine Million in Karnataka.